# アムチャンダ山
アムチャンダ山（バスク語、Amutxanda）は、スペイン・バスク州ギプスコア県にある山。

## 地理
山頂は北緯43度01分6.45秒、西経2度20分33.89秒に位置している。Mendikatは山頂の標高を769m、ギプスコア県議会は764m、アウニャメンディ百科事典は763mとしている。アムチャンダ山のすぐ西の谷にはウロラ川がほぼ南から北へと流れている。アムチャンダ山付近で、ウロラ川の支流であるバレンディオラ川がウロラ川へと合流している。バレンディオラ川の流路の途中にダムを建設することによって作られたバレンディオラ湖がアムチャンダ山の南にある。アムチャンダ山への降水はウロラ川とその支流に集められる。